# 大阪市立東陽中学校
大阪市立東陽中学校（おおさかしりつとうようちゅうがっこう）は、大阪府大阪市東成区にある公立中学校。

## 沿革
学制改革に伴い、東成区で最初の中学校の一つ、東成第一中学校として1947年に開校した。開校当初は、高等科単独設置で学制改革とともに廃止された、元西今里国民学校の校舎（現大阪市立本庄中学校敷地）を仮校舎とした。
その後1951年7月16日、現在地に校舎が完成して移転した。移転翌日には、旧敷地に大阪市立本庄中学校が移転している。

### 年表
- 1947年4月 - 大阪市立東成第一中学校として開校。
- 1948年4月1日 - 大阪市立東陽中学校と改称。
- 1951年7月16日 - 現校舎に移転。
- 1952年4月 - 生徒数の激増により、近隣の企業所有の部屋を教室として借用（同年12月に校内に仮設校舎ができたため解消）

## 通学区域
- 大阪市立宝栄小学校と大阪市立深江小学校の通学区域。

大阪市東成区 深江北1-3丁目、深江南1-3丁目、神路2丁目（一部）・3丁目（一部）。

## 交通
- 地下鉄中央線 深江橋駅 南東へ約100m